# NGC 572
NGC 572 è una vasta e lontana galassia lenticolare situata nella costellazione dello Scultore a una distanza di circa 432 milioni di anni luce dalla nostra Via Lattea.

## Scoperta
NGC 572 è stata scoperta il 4 settembre 1834 dall'astronomo britannico John Herschel.